# Lucio Agostini
Lucio Agostini (30 de diciembre de 1913 – 15 de febrero de 1996) fue un compositor, arreglista y director de orquesta de origen italiano que estableció su carrera en Canadá .

## Biografía
A los tres años, Agostini se mudó con su familia a Montreal, Canadá. Su padre, Giuseppe Agostini, fue compositor y director de orquesta y de él recibió su primera formación musical. Posteriormente prosiguió sus estudios de armonía y composición con Louis Michiels y Henri Miró y de violonchelo con Peter Van der Meerschen. 
Con 16 años, Agostini entró a formar parte de la Orquesta Sinfónica de Montreal como violonchelista, además, tocaba el saxofón y el clarinete a tiempo parcial en la banda de un club nocturno. De 1932 a 1943 compuso música de cine para los noticieros de Associated Screen News of Canada y en 1934 comenzó a trabajar como director de orquesta para la Canadian Radio Broadcasting Commission (precursora de la Canadian Broadcasting Corporation). En Toronto, a donde se mudó en 1943, compuso y dirigió la música incidental para series dramáticas y programas de variedades de la radio y televisión CBC, y durante más de 20 años ocupó el cargo de director y arreglista de la popular serie semanal Front Page Challenge.. Como compositor, escribió para The Tommy Ambrose Show y The World of Music, musicales, partituras para películas (incluido un breve paso por Hollywood de 1955 a 1956), cortometrajes (muchos de ellos para Canada Carries On de la National Film Board of Canada) y la serie The World in Action, así como conciertos y una ópera.
Agostini ganó el premio John Drainie en la duodécima edición de los premios ACTRA en 1983 en reconocimiento a sus contribuciones a la radiodifusión en Canadá. 